# Délinquante
Pour l’article homonyme, voir Délinquant.
Délinquante ou Les Délinquante est le nom d'un duo de chanteuses françaises, Céline Ribaud et Claire Bernardot, originaires de la ville d'Albi dans le département du Tarn. Le groupe qui couvre une palette musicale très large s'est formé en 2005.

## Style et répertoire

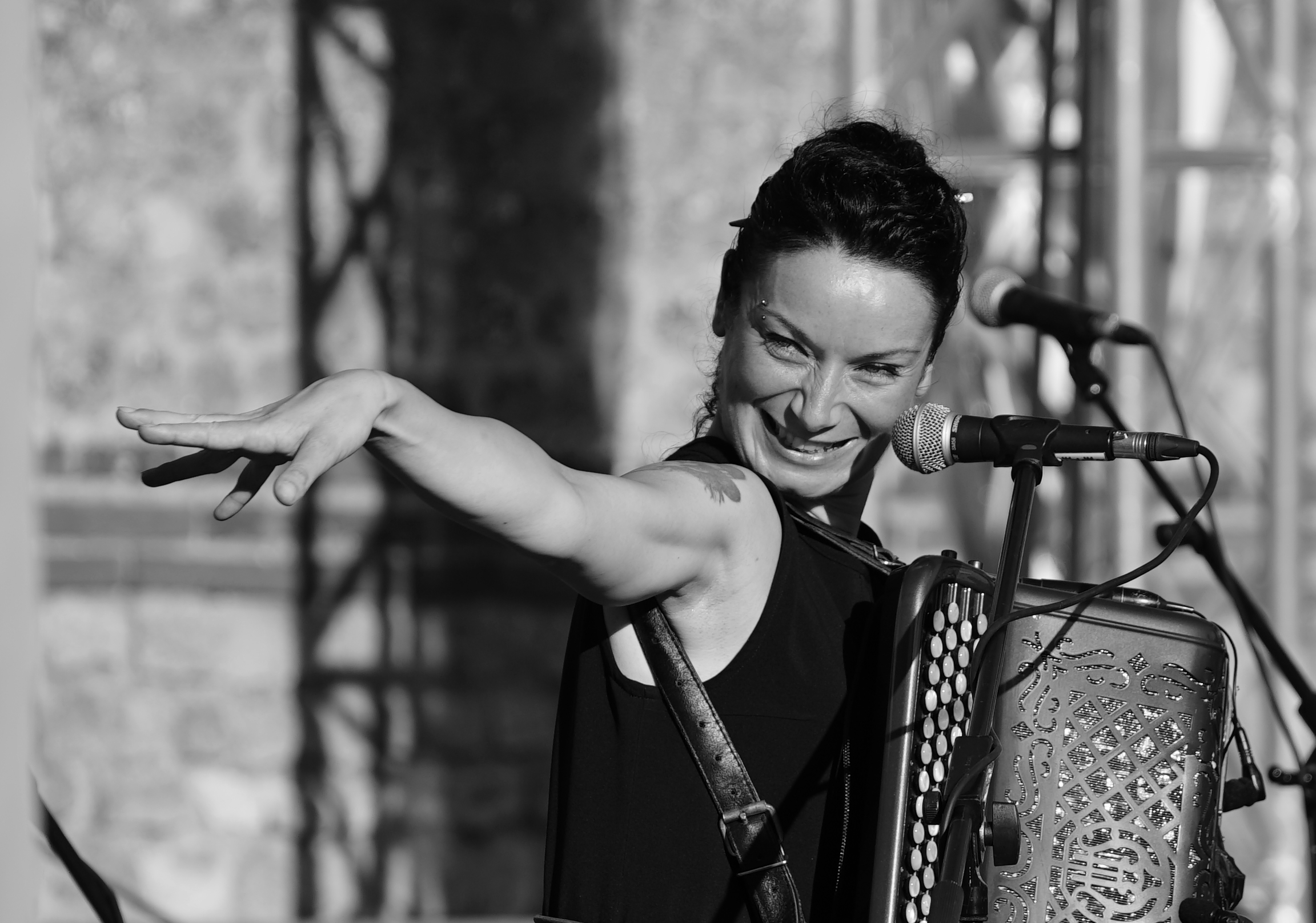
Claire Bernardot

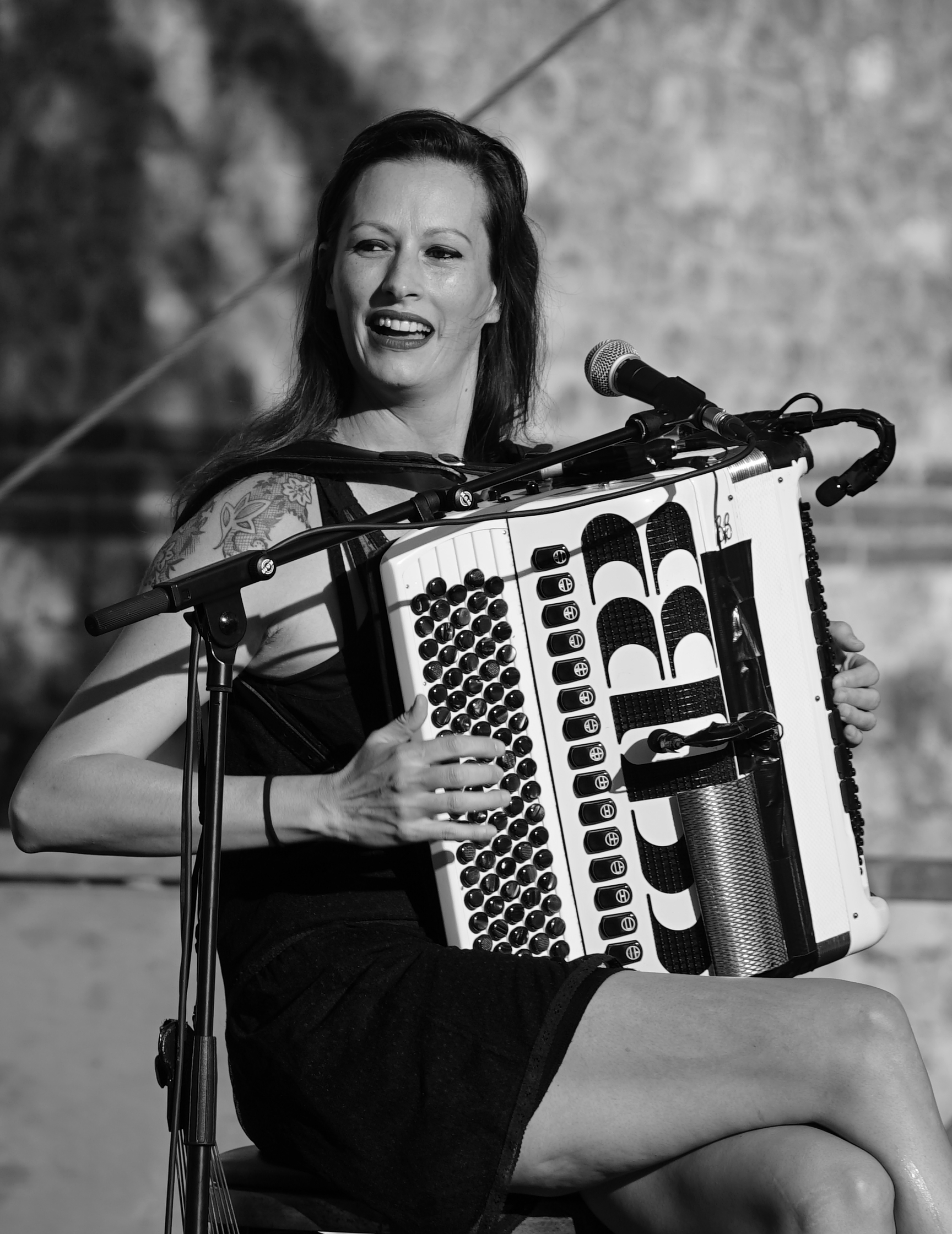
Céline Ribaud

Le duo des « Délinquante » s'écrit sans la lettre « s » marquant le pluriel car les deux chanteuses qui composent ce duo ont déclaré correspondre à un tout.
Formées au conservatoire de Marseille, Céline Ribaud et Claire Bernardot interprètent leurs chansons en s'accompagnant de leurs accordéons et enchaînent de nombreux concerts dans toute la France, mais également dans d'autres pays,,.
Considérées comme ayant une grande maîtrise de leurs instruments, les deux interprètes de ce duo, formé en 2005, ont usé et exploré de nombreux styles musicaux, assurant l'accompagnement ou la première partie d'autres artistes, tels que Sanseverino, François Hadji-Lazaro, Marianne James et quelques autres interprètes participant à des festivals à l'instar de « Chantons sous les pins » (Landes) ou « Le printemps des bretelles » au Québec.
Originaires d'Albi, elles décrivent leur spectacle comme une « guinguette décalée », présentant un côté humoristique et quelquefois souligné par des paroles engagées,. Elles utilisent également, grâce à leur animation d'accordéons, un répertoire se basant sur un esprit résolument plus rock que les musiques traditionnellement utilisées par ces instruments.
Selon le site du festival Le Grand Soufflet, organisé autour de Rennes, en Bretagne, le duo a participé à plus de 500 concerts dans toute la France, en Belgique et au Québec,.
Claire Bernardot est également cofondatrice avec Stéphane Cochini du groupe 5 Avenues, un duo guitare-accordéon spécialisé dans la chanson française mais aux rythmes variés dont notamment des partitions rock, valse, tango, swing, tzigane ou reggae.

## DÉLIQUANT(e)S
En 2019, le duo s'ouvre à trois musiciens supplémentaires, Stéphane Cochini, Jeoffrey Arnone et Sébastien Wacheux, et se renomme DÉLIQUANT(e)S, pour leur spectacle Allez souris ! et l'album de même titre. La formation inclut dès lors de nouveaux instruments dont des claviers, une batterie hybride, une guitare, des sons électro, de nouvelles programmations, ainsi qu'un 3e accordéon.

## Discographie
- 2008 : J'aime pas l'musette[14].
- 2013 : Comme une blonde (en collaboration avec Sanseverino[15].)
- 2016 : Copines ! 10 ans déjà ! Le Live[16].
- 2018 : Femmes.
- 2019 : Allez souris ![17].